# Tỉnh ủy Hậu Giang
Tỉnh ủy Hậu Giang hay còn được gọi Ban chấp hành Đảng bộ tỉnh Hậu Giang là cơ quan lãnh đạo cao nhất của Đảng bộ tỉnh Hậu Giang giữa hai kỳ đại hội đại biểu Đảng bộ tỉnh, do Đại hội Đại biểu Đảng bộ tỉnh bầu.
Tỉnh ủy Hậu Giang có chức năng thi hành nghị quyết, quyết định của Đại hội Đại biểu Đảng bộ tỉnh Hậu Giang, Ban Chấp hành Trung ương Đảng, Ban Bí thư và Bộ Chính trị.
Đứng đầu Tỉnh ủy là Bí thư Tỉnh ủy và thường là ủy viên Ban chấp hành Trung ương Đảng. Bí thư hiện tại là ông Đồng Văn Thanh

## Ban Thường vụ Tỉnh ủy khóa XIV (2020-2025)
1. Ông Đồng Văn Thanh - Bí thư Tỉnh ủy, Chủ tịch Hội đồng nhân dân tỉnh [2]
2. Ông Trần Văn Huyến - Phó Bí thư Tỉnh ủy, Chủ tịch Ủy ban nhân dân tỉnh
3. Ông Nguyễn Tuấn Anh - Phó Bí thư thường trực Tỉnh ủy, Trưởng đoàn Đại biểu Quốc hội khóa XV tỉnh.[3]
4. Bà Mã Thị Tươi - Phó Chủ tịch thường trực Hội đồng nhân dân tỉnh
5. Ông Nguyễn Thiện Nhơn - Trưởng ban Tổ chức Tỉnh ủy
6. Bà Phạm Thị Phượng - Chủ nhiệm Ủy ban Kiểm tra Tỉnh ủy
7. Ông Lê Công Lý - Trưởng ban Tuyên giáo và Dân vận Tỉnh ủy [4]
8. Ông Tống Hoàng Khôi - Bí thư Huyện ủy Phụng Hiệp [5]
9. Ông Nguyễn Hữu Nghĩa - Bí thư Huyện ủy Châu Thành
10. Đại tá Phạm Văn Thân - Chỉ huy trưởng Bộ Chỉ huy Quân sự tỉnh.
11. Ông Trần Văn Chính - Chủ tịch Ủy ban MTTQ Việt Nam tỉnh Hậu Giang
12. Ông Sầm Hoàng Minh - Phó Bí thư Thành ủy Vị Thanh